# Saint-Martin-aux-Arbres
Saint-Martin-aux-Arbres är en kommun i departementet Seine-Maritime i regionen Normandie i norra Frankrike. Kommunen ligger i kantonen Yerville som tillhör arrondissementet Rouen. År 2022 hade Saint-Martin-aux-Arbres 305 invånare.

## Befolkningsutveckling
Antalet invånare i kommunen Saint-Martin-aux-Arbres
| Referens: INSEE |